# La Traversée de l'Atlantique
 (septembre 2020).
Albums de La Bottine souriante
Chick & Swell
(1983) Tout comme au jour de l'An
(1987)
La Traversée de l'Atlantique est le quatrième album du groupe de musique folk québécois La Bottine souriante, sorti en 1986 pour leur dixième anniversaire.

## Liste des titres
| 1.    | Sur le pont d'Avignon                                          | 3:23 |
| 2.    | Le Meunier et la jeune fille                                   | 3:21 |
| 3.    | Le Reel des vieux / Le Reel à Jules Verret                     | 3:06 |
| 4.    | J'aurai le vin / Le Reel du petit cheval de bois               | 4:47 |
| 5.    | La Belle ennuitée                                              | 2:07 |
| 6.    | La Traversée de l'Atlantique / Le Set carré à Pitou Boudreault | 2:56 |
| 7.    | Le Lac à Beauce / Le Reel Saint-Jean                           | 3:54 |
| 8.    | La Madelon                                                     | 2:45 |
| 9.    | Le Reel du mal de do / Le Reel à Jean-Marie Verret             | 2:43 |
| 10.   | La Chanson des menteries                                       | 4:27 |
| 11.   | Hommage à Philippe Bruneau / La Valse d'hiver                  | 4:32 |
| 12.   | La Chanson des pompiers                                        | 2:19 |
| 40:19 |                                                                |      |

## Musiciens
- Yves Lambert : accordéon, harmonica et voix;
- Bernard Simard : guitare et voix
- André Marchand : guitare, pieds et voix;
- Martin Racine : violon, mandole et voix;
- Invités:
  - Jacques Landry : os, tambour à mailloche;
  - Danielle Martineau : piano